# Расмус Фло
Расмус Фло (норв. Rasmus Flo; 29 вересня 1851, Стрин, Согн-ог-Ф'юране — 30 листопада 1905, Крістіанія) — норвезький філолог, педагог, редактор культурно-політичного видання Сін о Сайн. Відомий перекладом скальдичної поезії, член першого орфографічного комітету нюношка.

## Життєпис
Расмус Йорґенсен Фло народився в селищі Стрин в Соґні. Він був сином фермера з маленького села Фло, що в традиційному районі Нордфйорд. У 20 років він підробляв вчителем, склавши учительський іспит 1871 року у семінарії у Сторді, що в Гордаланні.
Examen artium склав у 1873 році після року в гімназії інтенсивної підготовки Гельтберга та став кандидатом філології в університеті Крістіанії в 1881 році з англійської, французької, німецької та норвезької мов.
У 1878-1885 рр. він був учителем у місті Конгсвінгер. Пізніше він стажувався в аспірантурі в Тромсьо, а потім ще два роки викладав у муніципальних школах. Загалом, до 1892 року заробляв на життя вчителем, потім зайнявся літературною працею.

### Науковець
У 1892 році він допоміг Молкте Мое у написанні підручника Нордаля Рольфсена для початкової школи, зокрема з правописом і стилями у виданні нюношк. Він також переклав багато скальдичних віршів на нюношк для цієї книги. Фло зокрема відповідав за значну частину роботи у другому та третьому томах підручників Андреаса Аустільда.
Фло часто писав у різних журналах, переважно про мовні проблеми, а також пов'язані з ними соціальні проблеми. У 1899 році його включили до першого офіційного орфографічного комітету, який зосереджувався на правописі нюношка. Він був першим редактором журналу Сін о Сайн, а також працював директором Det Norske Samlaget з 1894 по 1903 рік. Завдяки цьому та його роботі над підручниками Рольфсена та Остільда Фло мав значний вплив на розвиток нюношка.
Він був завзятим книгогризом і курцем, згідно зі спогадами одного з його колег.
Фло помер в Крістіанії у 1905 році. Він провів вечір, збираючи разом із колегою наступне видання газети, і, здавалося, був у доброму здоров'ї, перш ніж пішов спати. Наступного ранку його знайшли вже померлим у своєму ліжку. На його честь у селищі Фло встановлено меморіальний камінь.